# District de Charcana
 (août 2019).
Si vous disposez d'ouvrages ou d'articles de référence ou si vous connaissez des sites web de qualité traitant du thème abordé ici, merci de compléter l'article en donnant les références utiles à sa vérifiabilité et en les liant à la section « Notes et références ».
Charcana est un district situé dans la province de La Unión, dans la région d'Arequipa, au sud du Pérou. 
Deux étymologies sont possibles ; la première : du quechua « Chaccay » (altitude) ou « Characceana » (bruit des avalanchas) ; la deuxième : de l'aymara « Charccana » (lueur des névées)[réf. nécessaire].

## Présentation

### Situation géographique
À l'extrême nord-ouest de la province de la Union (la province la plus pauvre et isolée de la région d'Arequipa), Charcana est selon ses habitants le village le plus isolé du Pérou. À 3 417 mètres d'altitude le froid est vigoureux pendant la nuit ou lors de passages nuageux. 
La vue donne sur les monts enneigés de Solimana et de Firura. Les cultures sont en terrasses. De nombreuses petites cascades et des ruines pré-incas jalonnent les environs.
La saison sèche est d'avril à octobre.

## Habitants
Ce village de 900 habitants est connu pour la préservation de ses coutumes et traditions. 
On y honore la Pachamama (déesse-mère de la terre) en versant quelques gouttes sur le sol (en guise d'offrande) ou sur les vaches (pour les protéger) avant et après avoir bu de l'alcool. 
La maison est faite de briques faites main en les laissant sécher. Les cactus morts donnent un bois très dur qui sert à faire les portes et les lits (aussi en bambous). Les toits sont souvent en paille, avec des pierres dessus pour les maintenir. Les portes sont petites et les fenêtres rares, parce que chères et laissant passer le froid. Toute la famille et les quelques travailleurs réguliers viennent s'asseoir sur les peaux de mouton jetées sur des pierres. Elle comporte une cour extérieure où sont les toilettes, les vêtements et les tranches de viande qui sèchent, ainsi que les chambres à l'étage. 

## Histoire
Les premiers habitants ont dû arriver vers -8000. Ensuite se succédèrent les invasions huaris, chancas et gentiles (qui ont initié les offrandes) ; puis les Aemaraes et les Umaccacha, habitant de chaque côté de la place, qui se sont affrontés pour avoir l'eau. La victoire des premiers explique l'orientation actuelle de la rivière. Ensuite vinrent les Incas, qui ont donné les noms quechua aux sites touristiques. En voulant priver d'eau les charcaninos rebellés, ils les ont incités à faire des trous dans la réserve d'eau, ce qui est à l'origine des cinq sources. Enfin, à partir du XVIe siècle, les espagnols envahirent le village. Le soldat Sebastian se rebella, fut capturé et percé de flèches. C'est ainsi qu'il est le protecteur légendaire de Charcana. Ils ont aussi envoyé beaucoup d'hommes aux mines d'or et d'argent près d'Ayacucho.
En 1834, un mouvement pour l'indépendance est actif au Cotahuasi et aussi à Charcana. En 1835 sont créés la province la Union et le district de Charcana.
L'organisation Sentier lumineux, dans les années 1990, ne passe pas loin dans la région mais évite Charcana.
Cotahuasi est déclaré réserve touristique en 1998. La Unión est proclamée Aire Naturelle Protégée par le décret du 18 mai 2005.

## Centres d'intérêt
- Église coloniales de Saint Sébastien : Elle a été restaurée en 1932 mais est fermée la plupart du temps faute de prêtre ; celui-ci ne vient de Cotahuasi qu'une fois mandé pour les fêtes.
- Ancien couvent : reconverti en commissariat.

### Dans le district
À la Union, il y a 211 espèces connues dont 2 que de la région, 18 protégées, et 19 menacées (Condors, aigles, perroquets, colombes, lamas, vigognes, couleuvres...)

#### Peintures rupestres d'Hancarama
Ce sont des peintures datant de -8000, située 3 700 mètres d'altitude et à 40 minutes à pied ou à cheval. Elles représentent les astres, la flore et la faune (scorpion, camélidés…), la fuite des anciens habitants face aux divisions. Ces dessins d'une peinture ineffaçable (malgré les tentatives avec de l'eau dont subsistent des traces) sont répartis en trois endroits d'un même roc immense, toujours plus perfectionnés quand on remonte le roc (on reconnaît ainsi des lamas, un éléphant, un dinosaure).

#### Arc de pierre de ccaysampo
Plus loin sur le chemin de Huancarama, à 4 000 mètres d'altitude et trois heures de cheval ou à pied, se dresse une impressionnante formation géologique. Ce pont naturel offre un point de vue spectaculaire sur le canyon et la vallée, traversés par le fleuve Cotahuasi. Les roches déchirées parsèment le sommet comme une forêt silencieuse.

#### Momies et pont de Pucunsali
A une demi-heure de Charcana trônent d'énormes blocs volcaniques au milieu d'une vallée. Dans des recoins existent de vieux squelettes, conservés par le froid. Ils paraissent pétrifiés de terreur (un volcan, un incendie…?) ; une femme serre son bébé sur elle, un homme crispe sa main dans l'air. Il y a des restes de dents, d'ongles, de vêtement, de peau.

#### Moulin de pierre
À 1 h et demi, ce moulin, le plus vieux qu'on connaisse dans la région, était très utilisé avant qu'il n'y ait de métal. Brûlé il y a peu, il fonctionne toujours grâce à l'eau faisant tourner ses hélices de bois pour actionner une grosse meule de pierre qui mout le blé.

#### Forêt de Chanchauro
A 3 800 mètres d'altitude, on y déshydrate des patates pour en faire du chuno, mieux conservable. Les arbres forment un feu d'artifice de couleurs jaune (fleur de Chanchauro), violette (fleur de Tuna) et rouge (fleurs de Cantuta, dont on peut sucer le nectar en chemin). Certaines fleurs fatales attirent ; les belles ont des épines et les Chochoka sont une drogue très nocive. Les arbres de Chanchauro, une fois morts, servent à faire du combustible pour la cuisine au feu de bois (lena) ; on les coupe à la machette et les ramène à dos d'âne.

#### Vallée de Chuasakay
À l'origine, l'endroit était habité par l'ethnie des Chilpacas. On peut descendre jusqu'au fleuve Cotahuasi pour pêcher les truites avec un filet rond qu'on lance, lesté de poids (plus facile en saison des pluies, quand les eaux sont troubles et que les truites voient peu). Le climat est chaud et propice à la culture de fruits (mangue, orange, figue, …) et de vignes, avec son fameux vin naturel le caballo viejo. Un peu plus loin s'élève une forêt de cactus géants (dont les uma uma). 
Les familles charcaninas possèdent souvent leur maison en cet endroit pour y travailler l'été (bien qu'en hiver, il faille aussi irriguer, couper les cordes reliant les vignes aux tutelles, replanter…).

#### Ruines d'Umaccacha
Littéralement tête coupée, c'est un ancien site militaire où on trouve des collections de crânes ennemis.

#### Canyon de Sipia
Avec sa chute de 200 mètres, ce canyon le plus profond au monde est plus impressionnant en été. C'est le dernier site touristique avant de sortir du district de Charcana.
Mais il y a aussi à voir : le lac de Ojoya, le vieux village de Ccoyhua, la vallée de Trapira (un peu comme Chusakay), le mirador de Molle, Orcco, Huaccllaypata, ruines de Pucara, Qivio, Maucallacta, Aypallpa (Inca) et Concha, la forteresse d'Aemaraes.

## Fêtes
On utilise la fougère pour décorer les chapeaux, on boit, on mange et on exécute des danses traditionnelles (Hualilla, Sumili) avec les vêtements adaptés (ponchos, chapeaux, illias, robes jaunes, rubans et écharpes …) sur les musiques Huayno ou du Trio de Charcana. Les principaux instruments sont les guitares, le charango (citharre), des cajones (sorte de caisse creuse servant de percussion), des tambours et des arbres décorés qu'on frappe sur le sol.

### Saint Sébastien
Fête patronale du 20 janvier. De nombreux groupes de danse et de musique traditionnelle se déplacent à l'occasion, un chemin de fleurs est semé pour la procession religieuse et une messe a lieu. Des touristes viennent de tous pays pour y assister (États-Unis…).

### Le Nettoyage des eaux
Le 30 juillet, en honneur de la Pachamama et de l'eau, cette tradition vient des Incas et d'un respect immémoriel envers la nature (dont témoignent de nombreux contes). Ainsi on nettoie les canaux et torrents, les étangs et les canalisations dans tout le district. Les travailleurs sont répartis par secteurs comprenant un chef, un propre groupe de musiciens et danseurs traditionnels les accompagne. Les villageoises cuisinent et les charcaninos donnent de l'argent. Il y a un grand repas à Aropuna, à côté de la plantation d'eucalyptus, où on regarde les défilés patriotiques des élèves et les rencontres sportives. À la fin, les travailleurs défilent dans le village et nomment les prochains chefs.

### Fête d'Alca
Elle a lieu le 15 août, avec corridas, boissons, danses, musiques…

### Virgen de la bandeleria
Elle se tient le 3 février. On célèbre les traditionnelles activités agricoles et viticoles, le pastorat. Des habitants d'autres villages viennent pour partager les danses, la musique des chanteurs de Charcana et le repas servi sur la place principale.

### Fête du printemps
Elle a lieu le 3 septembre à Chuquibamba : il y a des rencontres sportives, des jeux, de la cuisine, et enfin l'élection du roi de la jeunesse et du printemps.

### Fête de la huahua
Elle est en novembre (huahua signifie bébé en qechua) à cause des nombreuses naissances ce mois-là (du fait de la fête du carnaval 9 mois avant). Les filles célibataires portent des pains en forme de bébé.

### Concours de graines
Les élèves doivent ramener en un après-midi le plus de graines différentes.

### Concours de sciences
Les élèves doivent proposer une expérience scientifique (les gagnants ont par exemple inventé une pommade à partir d'une herbe curative).

### Baptême des vaches
À l'aide d'un fer chauffé au rouge, on perce les oreilles des veaux et on marque les vaches. La fumée se répand en même temps que le rythme lancinant d'un tambour. Cinq hommes attrapent chaque vache au lasso, lui attachent les pattes pour la faire tomber, lui bourrent la gueule de feuilles de coca (dont ils se servent au passage, tout comme les spectateurs) et l'aspergent de vin ou de liqueur (pour la protéger au nom de la Pachamama). L'alcool circule pendant tout le processus. Les enfants essaient d'imiter, on crie pour savoir comment va s'appeler la prochaine vache… C'est un univers complètement décalé, fascinant.

### Festival de la qiwicha
Il a lieu à Cotahuasi. On voit tous les produits possibles et imaginables faits à partir de la qiwicha, céréale d'altitude promise à un bel avenir exportateur (très riche en énergie).

### Rencontres sportives
Elles ont lieu entre villages en pratiquant du football (à Pucunsali) ou du volley du 9 au 20 août.